# Ilario di Arles
Ilario di Arles (401 – Arles, 5 maggio 449) è stato un monaco cristiano e vescovo francese, monaco presso l'Abbazia di Lerino e agiografo di Sant'Onorato d'Arles al quale succedette come vescovo di Arles. È venerato come santo dalla Chiesa cattolica.

## Biografia

### Giovinezza
Ilario apparteneva ad una ricca famiglia di origine greca, ora forse borgognona o della Lorena o del Belgio (probabilmente la stessa origine del suo predecessore e parente Sant'Onorato di Arles). Studiò eloquenza e belle lettere. Dopo gli studi occupò un'importante posizione nell'amministrazione imperiale.
Attaccato al mondo e alle sue "attrazioni illusorie", rimaneva restio alle esortazioni di Onorato a distaccarsene.

### Monaco a Lérins
Tuttavia cambiò opinione dopo aver raggiunto Onorato al monastero di Lérins. Egli respinse allora tutto ciò che fino a quel momento lo aveva attratto, distribuì tutti i suoi beni e, attirato irresistibilmente dall'amor di Dio, si impegnò con tutte le sue forze a recuperare il tempo perduto in attività futili e a progredire verso la perfezione monastica sotto la guida di Onorato.
In quel periodo Eucherio, futuro vescovo di Lione, gli affidò l'educazione dei suoi due figli Salon e Véran.

### Primi contatti con Arles
Nel 428 accompagnò ad Arles Onorato, divenutone vescovo ed l'assistette per qualche tempo nei suoi incarichi pastorali, ma l'amore per la solitudine di Lerino prese il sopravvento ed egli ritornò alla vita monastica.
Tuttavia accettò l'invito di Onorato ad assisterlo nei suoi ultimi momenti. Dopo la morte del vescovo, avvenuta il 16 gennaio 430, Ilario ne tenne l'elogio funebre, dipingendone la vita monastica. Nella sua Vita si ritrovano i temi tradizionali e la vita monastica è definita come un servizio a Dio.
Egli non si attardò oltre, riprendendo la via del monastero per timore di essere eletto come successore di Onorato. Fu fermato per ordine del governatore Catus e riportato a viva forza nella città, ove clero e popolo procedettero con grande entusiasmo alla sua elezione a vescovo.
Si dice che, allorché il santo protestò, dichiarando che si sarebbe sottomesso solo se Dio gli avesse mostrato con evidenza la sua volontà, una colomba bianca si sia posata sulla sua testa e se ne fosse volata via solo dopo che egli ebbe dato il proprio assenso alla sua nomina.

### Arcivescovo di Arles
Fu così eletto vescovo, suo malgrado, all'età di 29 anni. Arles era allora una metropoli la cui giurisdizione si estendeva su più di venticinque diocesi suffraganee della Provenza.

#### La sua predicazione
Ebbe un inizio difficile, essendogli naturale, durante le prediche dal pulpito, interpellare direttamente i singoli fedeli:
«Voi, speziale, voi truccate le vostre bilance … voi, giudice, i vostri verdetti dipendono dai pollastri che ricevete in dono»
Dovette così cambiare stile di predicazione ed adattarsi al suo uditorio, allorché si rese conto che i fedeli si facevano sempre più rari e che quindi la Parola di Dio non veniva più intesa. Ilario era noto per il suo talento oratorio: egli sapeva rivolgersi tanto ai potenti quanto al popolo, e predicava la verità del Vangelo senza mascherarla e senza temere i potenti, non esitando a riprenderli direttamente in pubblico. Ma egli mostrava ciò non di meno grande tenerezza nei confronti dei peccatori. Il suo grande principio era di rapportare tutto a Dio e di esaminare continuamente lo stato della propria anima, come se egli fosse sempre prossimo ad essere esaminato da supremo Giudice.

#### Un prelato attivo
Per tutta la durata del suo ministero episcopale, Ilario lottò contro le eresie, soprattutto contro il pelagianesimo, in collaborazione con l'amico San Germano d’Auxerre. Egli presiedette numerosi Concili, ristabilì la disciplina ecclesiastica, fondò chiese e monasteri che seguissero le tradizioni di Lerino, tra i quali uno sull'Isola di la Cappe, situata sul Rodano a circa 1500 metri a valle di Arles.
Alcuni sostengono che abbia partecipato al concilio che delegò San Germano d'Auxerre e San Lupo di Troyes in Inghilterra per difendere la grazia contro il pelagianesimo. Tuttavia questo concilio fu più probabilmente tenuto nel 428, sotto l'episcopato di Sant'Onorato.
Nel 434 egli consacrò Massimo di Riez quale vescovo di Riez. In quanto metropolita di Provenza egli presiedette i concili di Riez (29 novembre 439), di Orange (441), Vaison (442) e di Arles (443).
Il concilio di Riez riprese gran parte delle disposizioni del Concilio di Torino (397 o 418) e tentò di rimediare nello stesso modo ai disordini del vescovado di Embrun.
Il suo attivismo lo spinse talvolta a prendere decisioni che urtavano di volta in volta o i suoi colleghi vescovi o la Santa Sede. Ad esempio egli sostituì un vescovo ammalato, il che pose problemi al momento in cui questo guarì. Papa Leone I rimproverò ugualmente il suo ardore missionario che non teneva conto né delle regole della buona amministrazione, né degli ambienti del territorio e che lo spinse talvolta ad adottare le maniere forti.

#### Il caso del vescovo Celidonio
Questo comportamento lo portò ad essere duramente ripreso dal papa nel 444 a causa del caso del vescovo Celidonio.
Le cronache narrano che Ilario, recandosi in visita a Germano, vescovo di Auxerre, si sia fermato a Besançon, ove aveva organizzato un concilio. Insieme ai vescovi vicini, egli depose il vescovo di quella diocesi, Celidonio, che non dipendeva dalla giurisdizione di Arles, con la motivazione che questi avrebbe sposato una vedova prima del suo ingresso nella Chiesa e che aveva presieduto esecuzioni capitali. Celidonio si recò a Roma, presso papa Leone I per difendersi ed ottenne soddisfazione venendo reinsediato nella sua sede episcopale.
Ilario, spinto dal suo zelo, si recò a sua volta a Roma nell'inverno 444 - 445, ma la sua difesa maldestra ed un papa reso diffidente verso l'ascetismo di questi monaci-vescovi, confermò la propria decisione. Ilario, revocato dalla Chiesa, fu allora messo sotto accusa per vari motivi.
La sanzione fu pesante: Leone lo dichiarò escluso dalla comunità, gli tolse la giurisdizione non solo sulle altre province, ma sullo stesso Viennois e gli vietò di ordinare vescovi e di presenziare a qualunque ordinazione. Ma il papa andò oltre: il 6 giugno 445 ottenne dall'imperatore Valentiniano III un rescritto contro Ilario, presentato come persona ribelle all'autorità della Sede Apostolica e alla Maestà dell'Impero. Questo editto, che sottolineò la supremazia del romano pontefice nella sorveglianza delle elezioni episcopali, fu una misura diretta contro le velleità d'indipendenza manifestate dal vescovo di Arles. Ilario fece atto di sottomissione a papa Leone, ma si ritenne obbligato a pubblicare alcuni scritti in difesa della sua causa. Si dedicò in seguito interamente alla preghiera e alla predicazione. Si conosce anche una lettera a lui indirizzata dal prefetto Auxiliaris: essa è datata 445.

#### Costruttore della cattedrale
Ilario è probabilmente l'iniziatore della nuova cattedrale di Arles, dedicata a Santo Stefano e situata all'incrocio del cardo massimo e del decumano massimo, che divenne successivamente cattedrale di Saint-Trophime, destinata a rimpiazzare quella antica, datata al secondo quarto del IV secolo e situata presso i bastioni della città. In quell'occasione la Chiesa di Arles, certamente in accordo con il potere civile, non esitò a demolire i monumenti romani utilizzandoli come cave per pietre da costruzione. Così ad esempio successe per il teatro antico, a causa sia della sua vicinanza al sito prescelto per la nuova cattedrale sia del rifiuto dei cristiani verso gli spettacoli teatrali.

### La morte
Consumato dal suo zelo e dalla sua austerità, Ilario si ammalò all'età di quarantotto anni e, dopo aver designato il suo successore, rimise l'anima a Dio il 5 maggio 449.
Si narra che durante i suoi funerali:

«…si udirono cantare i Salmi solo in lingua ebraica per gli ebrei di Arles, che desideravano così onorare il Santo, poiché la voce dei cristiani era soffocata dal dolore.
Il corpo di Ilario fu interrato nella chiesa di San Genesio, quella ov'era stato inumato sant'Onorato e il suo sarcofago si è conservato.
Tuttavia la data della morte è stata oggetto di controversie: Roberto Bellarmino la colloca nel 445, Aubert le Mire nel 446 e Gennadio di Marsiglia non prima del 450.
A seguito di una lettera di papa Leone del 26 o del 22 agosto del 449, Ravennio fu il suo successore.